# Pappritz (Dresden)
Pappritz ist ein Ortsteil im Osten der sächsischen Landeshauptstadt Dresden. Er befindet sich in der gleichnamigen Gemarkung und gehört zur Ortschaft Schönfeld-Weißig.

## Geografie
Pappritz liegt 8 km östlich des Dresdner Stadtzentrums, der Inneren Altstadt, am westlichen Rand des Schönfelder Hochlands. Die Dorfflur befindet sich weitgehend in flacher Hanglage; den Steilabfall zum Elbtalkessel markieren die Dresdner Elbhänge, die die Ortslage nach Südwesten begrenzen. Weitere natürliche Grenzen sind die tief eingeschnittenen Kerbtäler Helfenberger Grund im Südosten und Wachwitzgrund im Nordwesten. Nach Nordosten hin bestehen keine durchgängigen Naturgrenzen, sondern landwirtschaftlich genutzte Flächen. Pappritz selbst befindet sich in Höhen von etwa 200 bis 270 m ü. NN und damit deutlich höher als die Talsohle der nur etwa 1 km weiter südwestlich verlaufenden Elbe.

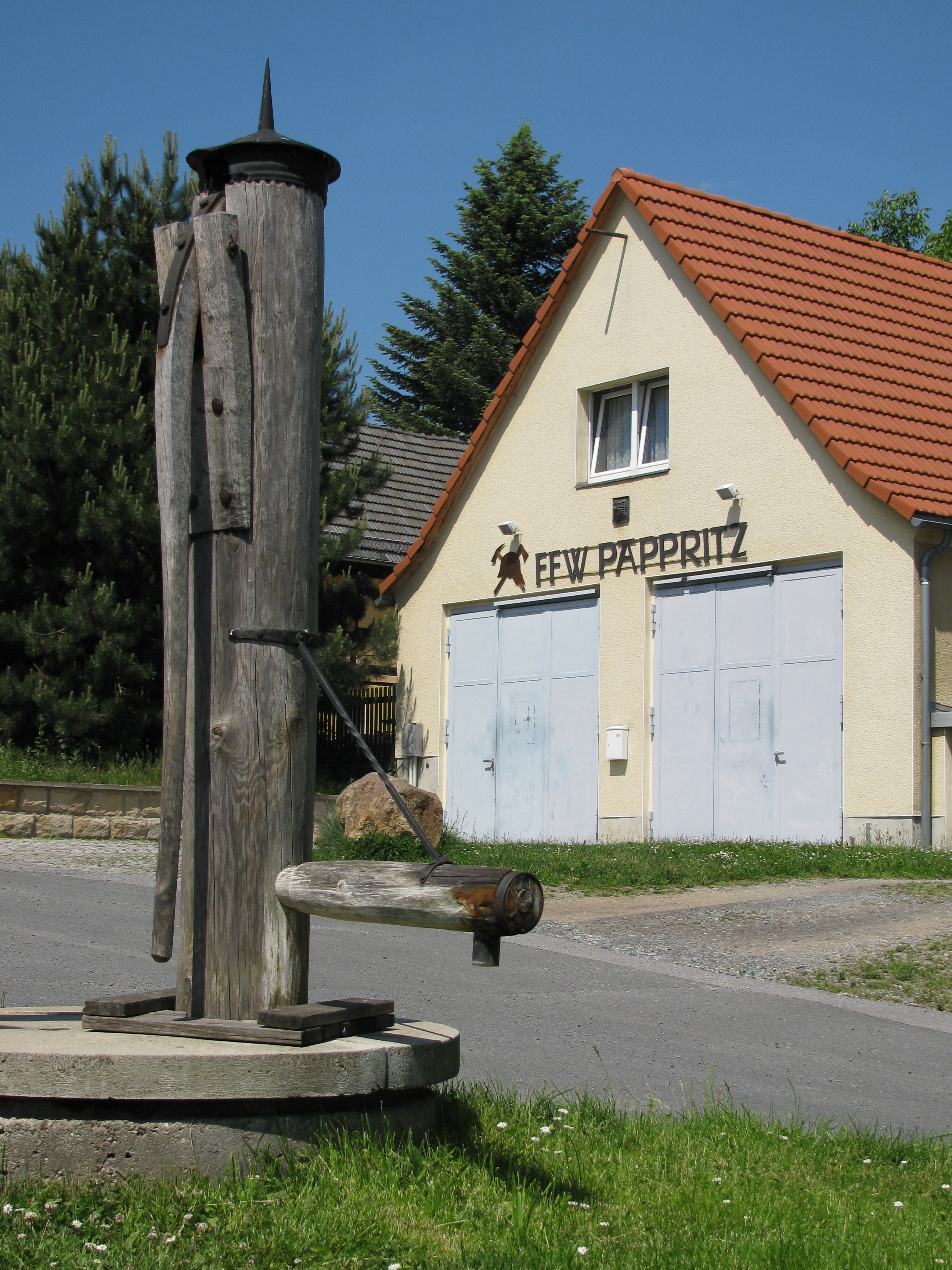
Denkmalgeschützte Pumpe und Feuerwehrhaus im Pappritzer Dorfkern

Der ursprünglich dörfliche Charakter des Ortsteils Pappritz hat sich zu Gunsten eines Wohnsiedlungsvororts gewandelt. Weite Teile der Flur, besonders im Süden und in Hangnähe, sind mit Ein- oder kleineren Mehrfamilienhäusern bebaut worden. Sie gruppieren sich um den Dorfkern herum, in dem an der Straße Am Dorfteich insgesamt acht historische Bauerngehöfte erhalten geblieben sind, darunter Zwei- und Dreiseithöfe. Der Dorfkern steht, ebenso wie eine alte Brunnenstube, unter Denkmalschutz. Die ältesten Gehöfte stammen aus dem 16. Jahrhundert; eines der Wohnstallgebäude wurde bereits 1712 errichtet. Vor dem ehemaligen Gemeindeamt steht eine 1883 gepflanzte Luthereiche. Benachbarte Gemarkungen sind die anderen Dresdner Ortsteile Gönnsdorf im Nordosten und das in der Gemarkung Helfenberg liegende Rockau im Südosten. Im Südwesten grenzt Niederpoyritz, im Westen Wachwitz und im Nordwesten Rochwitz an, die allesamt bereits zum Stadtbezirk Loschwitz gehören. Pappritz gehört zum statistischen Stadtteil Gönnsdorf/Pappritz.
Die wichtigste Straße von Pappritz ist die Straße des Friedens, die als Kreisstraße 6201 von Niederpoyritz kommend durch die Pappritzer Ortsmitte hindurch weiter in Richtung Gönnsdorf und Weißig führt. Von ihr zweigt mit der Fernsehturmstraße die Verbindung nach Oberwachwitz zum Dresdner Fernsehturm ab. Dieser steht am äußersten westlichen Ende der beschriebenen Hochfläche, die an drei Seiten durch Steilabfälle begrenzt wird und daher wie eine Halbinsel aus dem Schönfelder Hochland herausragt. Dies erklärt auch die gute Aussicht über die sächsische Landeshauptstadt, die sich zum Beispiel von der Pappritzer Agneshöhe aus bietet. Diese ist benannt nach der Frau des Malers Woldemar Hottenroth, der viele Jahre in Pappritz lebte. Insgesamt gibt es in Pappritz noch mehr als 30 weitere benannte Straßen. Öffentliche Verkehrsmittel in Pappritz sind die vom Verkehrsdienstleister Müller Busreisen betriebenen Buslinien 98A und 98B sowie die Linie 61 (nur Linienast der Endhaltestelle am Fernsehturm) der Dresdner Verkehrsbetriebe, die weiter über Blasewitz, entlang des Großen Gartens und durch Strehlen nach Löbtau verkehrt.

## Geschichte

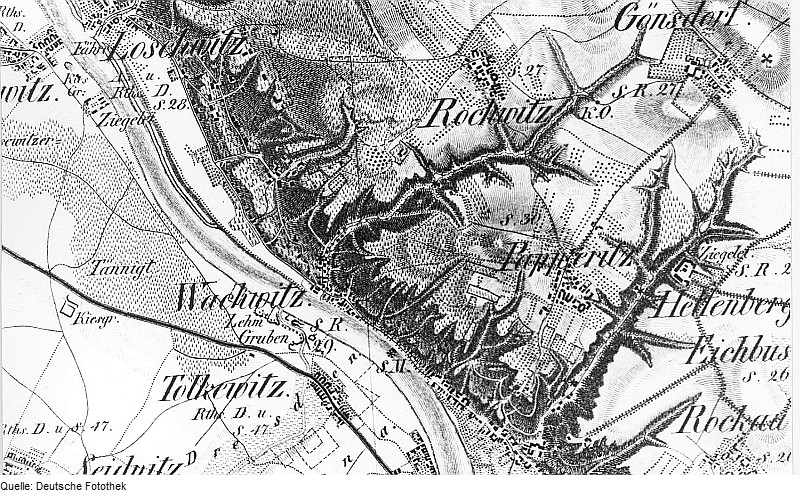
„Papperitz“ mit seinen Nachbardörfern auf einer Karte von 1821

Gegründet wurde Pappritz vermutlich schon vor mehr als 1000 Jahren von slawischen Siedlern als Platzdorf und war mit einer Block- und Streifenflur ausgestattet. Der Ortsname leitet sich von papirzcan (Paprocane), einem altsorbischen Wort ab, das etwa mit die im Farn Sitzenden übersetzt werden kann; der Wortstamm „paprot“ bedeutet Farn (-kraut) (vgl. Paprocie = Farn). Eine weitere Erklärungsmöglichkeit ist paprzyca, ein slawisches Wort für einen Bestandteil eines Mühlsteins.
Pappritz wurde erstmals 1278 als Bestandteil des Personennamens Vlricus de Papirzcan (Ulrich von Pappritz) erwähnt. Bereits zehn Jahre später hieß es Papircen, 1378 dann Papirczan. Im 15. und 16. Jahrhundert entwickelte sich der Ortsname über Papperczan, Pappertzen und Paperitz hin zur germanisierten Form Pappersdorf von 1575. Erst danach ging man endgültig zur heutigen Schreibweise über.
In Pappritz gab es in der Zeit der Ersterwähnung des Ortes 1278 vermutlich einen Herrensitz, was aus dem damals bezeugten Personennamen geschlossen werden kann. Es unterstand ab 1420 dem Rittergut Helfenberg, dessen Besitzer die Grundherrschaft über die Dörfer des Umlands ausübten. Ab 1572 bis ins 19. Jahrhundert gehörte es zum Rittergut Pillnitz, dessen Herren die Frondienste drastisch erhöhten. Dies hatte zur Folge, dass sich die Einwohner von Pappritz am 27. Oktober 1616 schriftlich bei Kurfürst Johann Georg I. beschwerten. Mitte bis Ende des 17. Jahrhunderts war Pappritz Teil der Bünauschen Ländereien und ging 1694 an Kurfürst Johann Georg IV. und damit an die Wettiner über.
Die Haupterwerbsquelle der Pappritzer Einwohner stellte die Landwirtschaft dar. Das Dorf liegt und lag in der Parochie sowie im Schulbezirk von Weißig, dem nächsten größeren Ort. Erst später wurden die Pappritzer Kinder nach Bühlau eingeschult. Im Jahr 1833 errichtete Pappritz eine eigene Schule, die 50 Jahre später durch einen Neubau ersetzt wurde. Ab dem 16. Jahrhundert bis 1886 bestand im Wachwitzgrund die Pappritzmühle, die heute als Wohnhaus genutzt wird. Im Jahr 1726 wurde der Pappritzer Gasthof, in den 1846 auch Richard Wagner einkehrte, erstmals erwähnt und am 13. März 1765 mit dem Schankrecht ausgestattet. Bekannt war das Dorf auch für seine reiche Kirschernte; die Frucht findet sich auch im Ortswappen wieder.
Die um 1900 etwa 149 ha große Pappritzer Flur gehörte administrativ zunächst zum Castrum und später zum Amt beziehungsweise zur Amtshauptmannschaft Dresden. Da es recht verkehrsungünstig lag und nur durch den engen und steilen Helfenberger Grund einen Zugang zum Elbtal besaß, blieb Pappritz relativ unbedeutend. Durch den Bau der Verkehrsachse Staffelsteinstraße–Straße des Friedens im Jahr 1914 verbesserte sich die Anbindung entscheidend. Der Ort rückte näher an die wachsende Großstadt Dresden heran und neue Wohnsiedlungen entstanden. Am 26. November 1922 weihte die Gemeinde Pappritz ein Denkmal für die im Ersten Weltkrieg gefallenen Einwohner des Ortes ein.
Pläne zur Eingemeindung von Pappritz nach Dresden, die auch mit der Lage des Dorfes zwischen mehreren, schon damals zur Landeshauptstadt gehörigen Stadtteilen zusammenhingen, bestanden bereits gegen Ende der 1940er Jahre und wurden zunächst abgewehrt. Am 1. Januar 1994 schloss sich Pappritz mit weiteren Orten im Schönfelder Hochland zur Großgemeinde Schönfeld-Weißig zusammen, als dessen Teil es exakt fünf Jahre später schließlich doch nach Dresden eingemeindet wurde. Erneut entstanden mehrere neue Wohnsiedlungen; die Einwohnerzahl verdoppelte sich allein zwischen 1994 und 1997 und liegt zurzeit bei etwa 2.000.
Bekanntheit erlangte der Ortsteil Pappritz in jüngerer Zeit auch durch ein größeres Treffen von Mitgliedern der NPD. Die Herausgeber des Parteiorgans Deutsche Stimme veranstalteten im August 2006 ein Pressefest mit mehreren Tausend Teilnehmern, darunter Parteichef Udo Voigt. Die Bürgerinitiative Pappritz ist bunt wurde gegründet, um sich für ein Verbot derartiger Veranstaltungen in Pappritz einzusetzen.

### Einwohnerentwicklung
| Jahr    | Einwohner                               |
| ------- | --------------------------------------- |
| 1547/50 | 14 besessene Mann                       |
| 1764    | 9 besessene Mann, 12 Gärtner, 2 Häusler |
| 1821    | 160                                     |
| 1834    | 191                                     |
| 1871    | 252                                     |
| 1890    | 280                                     |
| 1910    | 424                                     |
| 1925    | 471                                     |
| 1933    | 553                                     |
| 1939    | 631                                     |
| 1946    | 816                                     |
| 1948    | 872                                     |

| Jahr | Einwohner |
| ---- | --------- |
| 1950 | 793       |
| 1957 | 805       |
| 1964 | 660       |
| 1967 | 653       |
| 1981 | 583       |
| 1990 | 557       |
| 1994 | 775       |
| 1997 | 1573      |
| 2000 | 1836      |
| 2003 | 1928      |
| 2006 | 1950      |
| 2009 | 1904      |

## Mit Pappritz verbundene Persönlichkeiten
- Horst Leifer (1939–2002), Maler, Grafiker und Holzbildhauer
- Sibylle Leifer (* 1943), Malerin und Grafikerin